# アベルの殺害 (ティントレット)
『アベルの殺害』（アベルのさつがい、伊: Caino uccide Abele, 英: The Murder of Abel）あるいは『カインとアベル』（伊: Caino e Abele, 英: Cain and Abel）は、ルネサンス期のイタリアのヴェネツィア派の巨匠ティントレットが1550年から1553年に制作した絵画である。油彩。主題は『旧約聖書』「創世記」で語られているアダムとイヴの息子カインによるアベルの殺害からとられている。ヴェネツィアのサンティッシマ・トリニタ同信会館（Scuola della Santissima Trinità）のために「創世記」の物語に取材して制作された5点の連作の1つで、現在はヴェネツィアのアカデミア美術館に所蔵されている。

## 主題

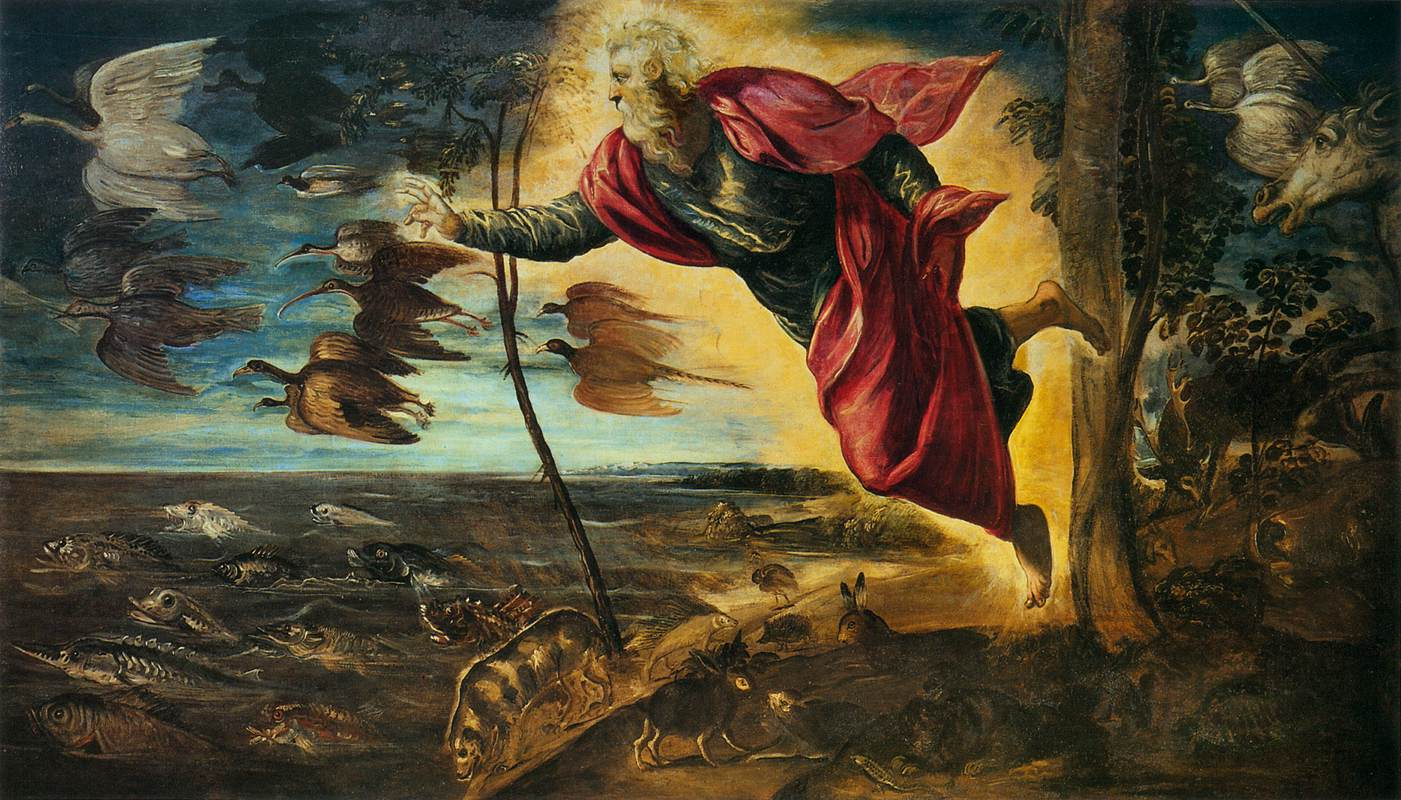
連作の1つ『動物の創造』。アカデミア美術館所蔵。

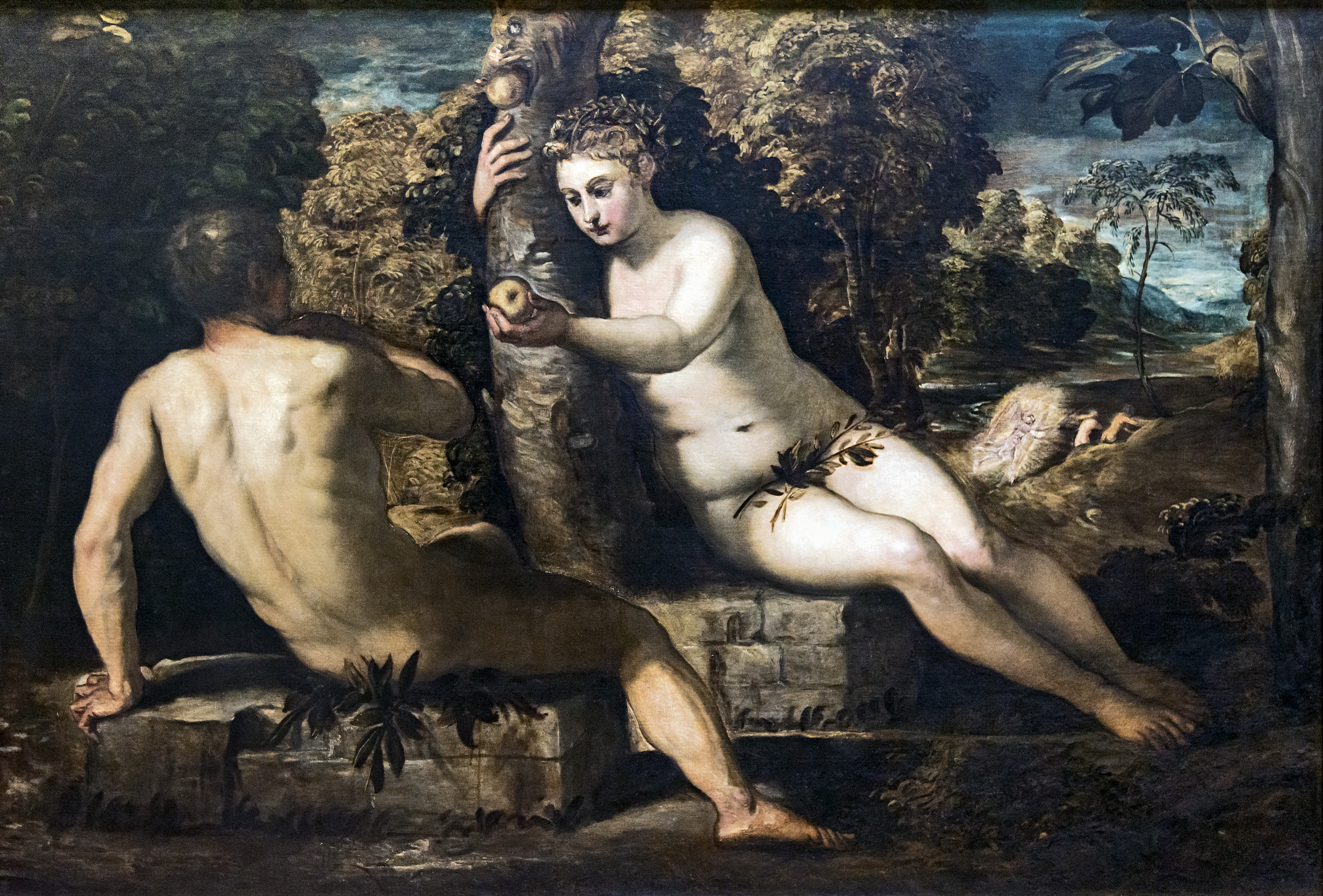
連作の1つ『誘惑されるアダムとイヴ』。アカデミア美術館所蔵。

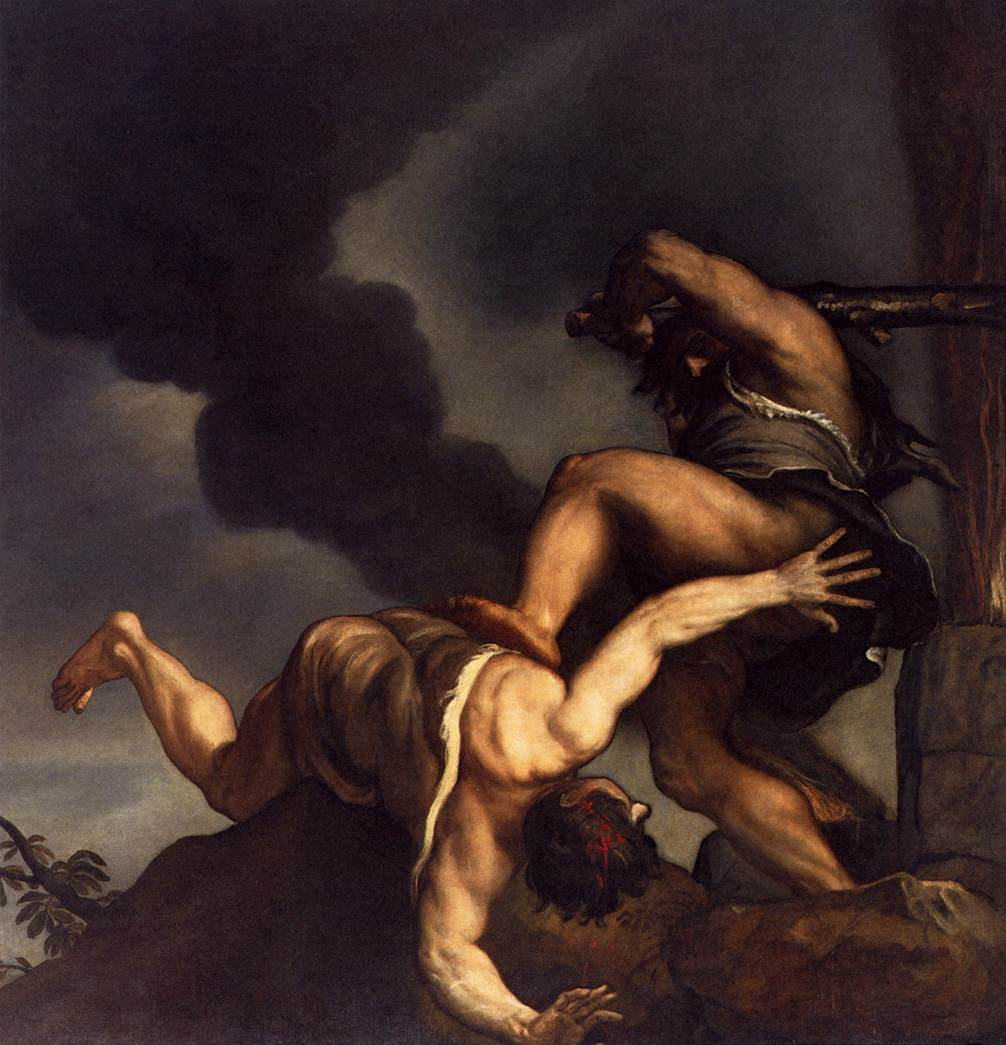
ティツィアーノ・ヴェチェッリオの絵画『アベルの殺害』。1542年から1544年の間。サンタ・マリア・デッラ・サルーテ聖堂所蔵。

カインとアベルは人類の祖であるアダムとイヴの息子であり、カインは弟のアベルを殺害した世界最初の殺人者とされている。「創世記」によると、カインは農業に励み、アベルは羊飼いとなって牧畜に勤しんだ。後に兄弟が神に生贄を捧げたとき、神はアベルが捧げた初物のみに関心を示し、カインの捧げた初穂を顧みなかった。そのためカインはおそらく嫉妬し、アベルを野原で殺害した。アベルがいないことを不審に思った神はカインにアベルの所在を問い質したが、カインは正直に答えなかった。神は「アベルの声が大地の中から私に叫んでいる。大地がお前の手によって弟の血を受けたからである。お前は呪われてこの地を離れなければならない」と言い、誰かがカインを殺すことがないようにしるしをつけたうえで追放した。

## 制作経緯
サンティッシマ・トリニタ同信会館はヴェネツィアの税関庁舎に本部を置くドイツ騎士団によって設立された。同信会は1547年にフランチェスコ・トルビドに同信会館のアルベルゴの間（Sala dell'Albergo）を装飾するための絵画を発注した。1550年9月にこの発注を引き継いだティントレットは「創世記」をもとに5点の連作、『動物の創造』（Creation of the Animals）、『イヴの創造』（The Creation of Eve）、『父なる神の前のアダムとイヴ』（Adam and Eve before God the Father）、『誘惑されるアダムとイヴ』（The Temptation of Adam and Eve）、そして本作品『アベルの殺害』（The Murder of Abel）を制作した。

## 作品
ティントレットはアベルを殺害しようとするカインを描いている。カインは左手でアベルの顔をつかんで押し倒し、殴打するべく右手に持った棍棒を構えている。「創世記」ではカインはアベルを野原で殺害したと語っているが、ティントレットのカインは石材を積み上げて作られた祭壇の上でアベルを殺そうとしている。画面右側の樹木のそばにアベルが神に生贄として捧げたと思われる仔牛の頭部が転がっている。さらにティントレットは『誘惑されるアダムとイヴ』の背景に追放されるアダムとイヴの小さな姿を異時同図法的に描いたが、本作品においても同様に画面右の背景部分に追放されるカインの姿を描き込んでいる。画面は樹木によって2つの場面に分割されており、カインの背中を通る斜めの線が樹木の右側に延長され、木々が生い茂る裾野の斜めの斜面を形成し、逃亡するカインはその線上に小さく描かれている。カインのポーズはやや不自然であり、肩に杖を担ぎ、右手を上げながら画面右上を見上げている。この点を理解するためには本作品をもとに制作されたアンドレア・ズッキ（Andrea Zucchi）の古い印刷物を参照する必要がある。それによると画面右上に浮遊する神の姿があり、呪われたために追放されるカインはその神の姿を見上げているが、本作品では画面右端の部分が切り詰められて、神の姿が失われてしまったために、画面の本来の意味が分かりにくくなっていることが分かる。
構図はティツィアーノ・ヴェチェッリオがサント・スピリトのサント・スピリト教会のために1542年頃に制作し、17世紀にサンタ・マリア・デッラ・サルーテ聖堂に移された同主題の天井画に触発されたと考えられている。ティントレットは天井画を壁のキャンバス画に移し変え、変化する空の背景ではなく自然の風景の中に描いている。2つの人物像は明暗のコントラストと光の渦を形成し、彼ら自身の力強い身体の動きに圧倒されて、2人の顔は鑑賞者にはほとんど見えない。アベルの頭部は鑑賞者に対して突き出され、短縮法で描かれた身体は鑑賞者の側に転がり落ちているように見える。

## 来歴
本作品に関する最初の言及はフィレンツェの美術評論家ラファエロ・ボルギーニによってである（1584年）。その後絵画を所蔵するサンティッシマ・トリニタ同信会館は移転を余儀なくされた。すなわち1629年から1630年にかけてイタリア全土で猛威を振るったペストの大流行によって人口の約3分の1を失ったヴェネツィアは、いくつかの教会を建設したのち、聖母マリアに捧げられたサンタ・マリア・デッラ・サルーテ聖堂の建設を決定した。この建設のために同信会館は取り壊され、近隣に再建された。しかし1805年のプレスブルクの和約によってヴェネツィアがナポレオン支配下のイタリア王国に併合されると、政府の命令で多くの教会、修道院、同信会が廃絶された。同信会もこのときに廃絶され、それに伴いティントレットの連作は解体されて他所に移された。こうして連作のうち『誘惑されるアダムとイヴ』と『アベルの殺害』は1812年に、『動物の創造』は1828年に、アカデミア美術館に収蔵された。『イヴの創造』はおそらく盗難ないし紛失によって現存せず、『父なる神の前のアダムとイヴ』は断片のみウフィツィ美術館に現存している。

## 影響
本作品を含むサンティッシマ・トリニタ同信会館のティントレットの連作が古くから高い評価を得ていたことは、ボルギーニ以降もカルロ・リドルフィ、マルティニオーニ（Martinioni）、ボスキーニ（Boschini）によって言及されたことから確認できる。1720年にはアンドレア・ズッキ（Andrea Zucchi）によって本作品の複製版画が制作されており、本作品が切り詰められている以前の姿を現代に伝えている。